# Kakrala
Kakrala é uma cidade  no distrito de Budaun, no estado indiano de Uttar Pradesh.

## Geografia
Kakrala está localizada a 27° 54′ N, 79° 12′ L. Tem uma altitude média de 160 metros (524 pés).

## Demografia
Segundo o censo de 2001, Kakrala tinha uma população de 32,380 habitantes. Os indivíduos do sexo masculino constituem 53% da população e os do sexo feminino 47%. Kakrala tem uma taxa de literacia de 43%, inferior à média nacional de 59.5%: a literacia no sexo masculino é de 48% e no sexo feminino é de 37%. Em Kakrala, 20% da população está abaixo dos 6 anos de idade.